# 联邦科学政策公共规划服务部
科学政策部，全称联邦科学政策公共规划服务部（荷蘭語：Programmatorische Federale Overheidsdienst Wetenschapsbeleid），简称BELSPO（原英语名“Belgian Science Policy Office”的首字母缩写，一直沿用），是比利时的一个联邦公共规划服务部，负责实施研究计划和建立信息网络，管理比利时在欧洲与国际组织（欧洲空间局、欧洲南方天文台、欧洲同步辐射装置等）中的参与，监督联邦科学机构。